# Arlon
Arlon (nederländska: Aarlen, tyska: Arel) är en kommun i provinsen Luxembourg i sydöstra Belgien, där den även är huvudstaden. Den 1 januari 2005 hade Arlon totalt 25 986 invånare. Kommunens area är 118,64 km² vilket ger 219,04 invånare per kvadratkilometer.
Arlon ligger vid floden Semois.

## Historia
Arlon är en av Belgiens äldsta städer. Den hette under romersk tid Orolaunum Vicus, och det finns fortfarande många romerska ruiner kvar i staden. Arlon var tidigare befäst. Den 17 april 1794, under Franska revolutionskrigen, besegrade den franske generalen Jean-Baptiste Jourdan österrikarna i ett slag vid staden.

## Kultur
I Arlon finns en festival som hålls varje år som hyllar sin egen Maitrank, en alkoholdryck gjort på vitt vin, konjak och myskmadra.

## Vänorter
Arlons vänorter är Saint-Dié-des-Vosges och Hayange i Frankrike, Diekirch i Luxemburg, Bitburg i Tyskland, Alba i Italien och Market Drayton i Storbritannien.